# ロシア・ウクライナ危機 (2021年-2022年)
ロシア・ウクライナ危機 (2021年-2022年)（ロシア・ウクライナきき、ロシア語: Российско-украинский кризис 2021—2022 годо、ウクライナ語: Російсько-українська криза 2021—2022 років、英語: 2021–2022 Russo-Ukrainian crisis）は、2021年3月から2022年にかけて、ロシアがロシア軍部隊を同国のウクライナ国境周辺に20万人規模で集結させ、ウクライナ北隣のベラルーシ国内で軍事演習を行なうなど、ウクライナへの侵略が懸念されてきた国際的危機で、2022年2月24日にウクライナへの全面侵攻へと発展した。
2014年に始まったウクライナ紛争以来の一連の出来事の一部に位置付けられる。

## 概要
1991年、ソ連崩壊によりウクライナは独立国家となり、軍事的中立を維持してきた。2002年、ウクライナの政策に転換期が訪れた。前年の2001年9月11日にアメリカ同時多発テロ事件が発生してアメリカとロシアが互いに歩み寄ると、2002年、クチマ政権下のウクライナ政府は以前から関心を示していたEU（欧州連合）およびNATO（北大西洋条約機構）への加盟を目指す方針に大きく舵を切ったのである。このような経緯でウクライナは西側諸国の軍事同盟であるNATOへの加盟を希望していたが、フランス・ドイツなど一部のNATO加盟国がこれを拒否していた。理由は、ウクライナ国民からの加盟への支持の低さや民主化の遅れ、法の支配、経済状況により条件を満たしていないことが主因であるが、加盟国がNATOとロシアの関係悪化を懸念したことも影響したともされる。その後、ヤヌコーヴィチ政権によってNATO加盟をウクライナ自らが拒否した。2014年、ユーロマイダンに始まる尊厳の革命の政変を受け、ロシアはウクライナが領有する親露派の多いクリミア半島の併合を宣言した。一方ポロシェンコ政権下のウクライナ政府は再びNATO加盟を目指す方針を打ち出した。ウクライナ東部のドンバスでは戦闘が続いた。ウクライナはその後、親米欧的な政策を取り、2019年にEUとNATOへの加盟を目指すように憲法を改正した。この頃のNATOはロシアの影響力が強い東欧に影響力を拡大しており、NATOはロシアと新冷戦と呼ばれるほど対立していた。
ウクライナのNATO加盟に向けた動きに対してロシア大統領のウラジーミル・プーチンは、「ロシア人とウクライナ人は一つの民族である」と主張し、NATOの東方拡大に反対する態度を表明して、ウクライナ周辺に軍を展開させた。2022年2月にはロシアは並行して隣国ベラルーシと軍事演習を行っている。

同年2月11日、アメリカやその同盟国・友好国などは、自国民にウクライナからの退避を勧告した。2月18日には、アメリカ大統領のジョー・バイデンは、プーチンがウクライナに侵攻すると決断したと確信していると述べた。
2月24日、プーチンがウクライナ東部で「特殊な軍事作戦を行う」と発表した。バイデンは「プーチン大統領が戦争を選択した」「攻撃がもたらす死と破壊はロシアに責任がある」と非難した。

## 背景

### ソ連崩壊から独立まで

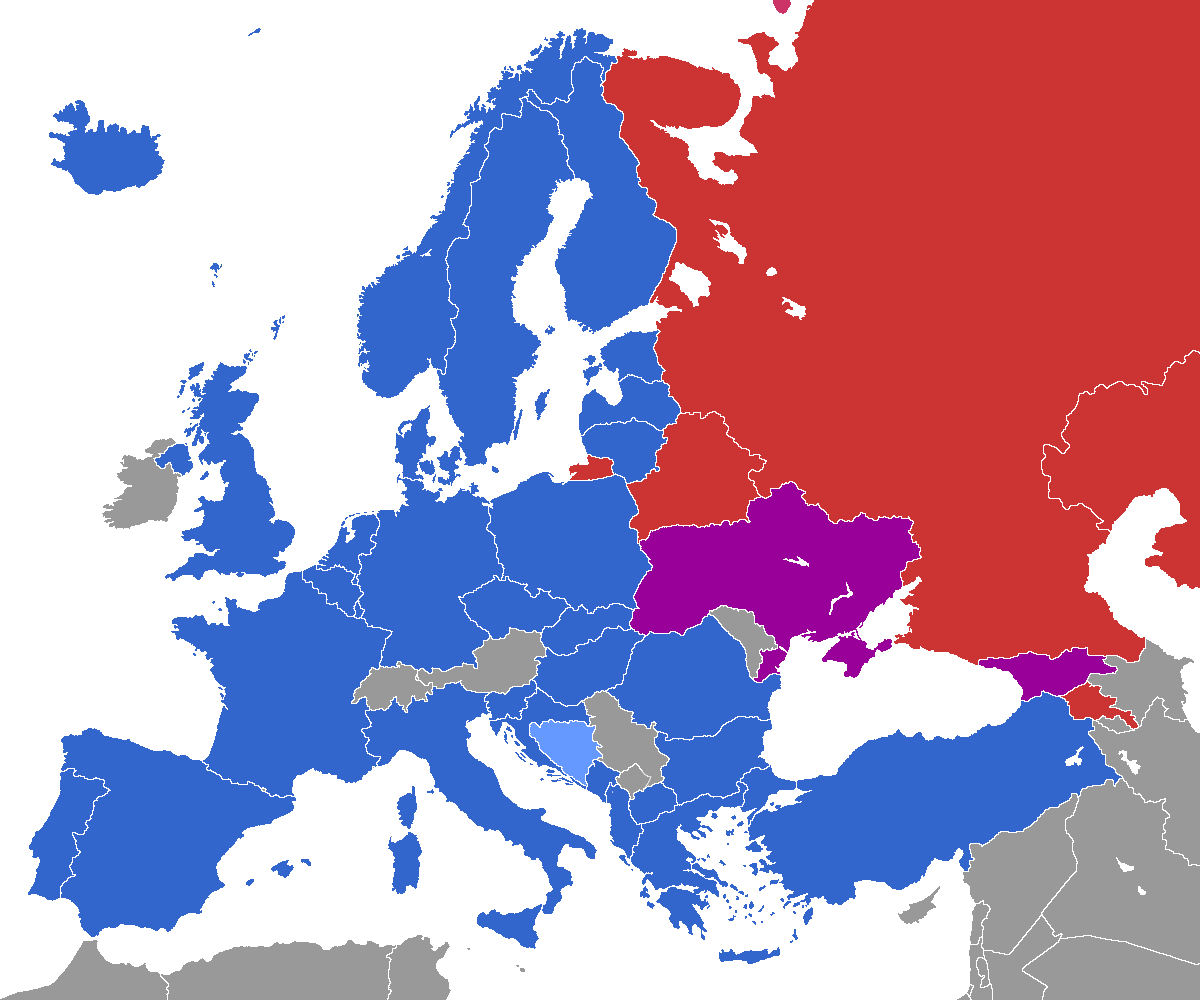
青:NATO加盟国（31ヶ国）
紫:ウクライナ、ジョージア（NATO加盟希望）
水色:ボスニア・ヘルツェゴビナ、スウェーデン（NATO加盟希望）
赤:CSTO加盟国:ロシア、アルメニア、ベラルーシ、カザフスタン、キルギス、タジキスタン（6ヶ国）

旧ソ連構成諸国の地図
1.ロシア,2.ウクライナ,3.白ロシア（ベラルーシ）,4.ウズベク,5.カザフ,6.グルジア,7.アゼルバイジャン,8.リトアニア,9.モルダヴィア,10.ラトビア,11.キルギス,12.タジク,13.アルメニア,14.トルクメン,15.エストニア

1991年のソ連崩壊後も、ロシアとウクライナは緊密な関係を維持し続けた。ウクライナはソ連軍が保有していた核兵器の一部を引き継ぎ、世界第3位の核保有国になった。1994年、ウクライナは核兵器を放棄することに同意し、米英露3ヶ国が領土保全または政治的独立に対する脅威または武力行使に対する保証を発行することを条件として、安全保障に関するブダペスト覚書に署名した。5年後、ロシアは欧州安全保障憲章（欧州安全保障協力機構）の署名当事国に加わり、全参加当事国のそれぞれが、進展に応じて同盟条約を含む安全保障合意を選択し、変更する自由があるという固有の権利を持っていることを再確認した。
ウクライナは1991年以来独立国家として認められていたが、旧ソ連構成共和国として、ロシアの指導部から勢力圏の一部であると認識されていた。ルーマニアのアナリスト、イウリアン・チフらは、2009年に、ウクライナに関して、ロシアはブレジネフ教義の更新版を追求し、それは1980年代後半から1990年代初頭にかけてのソビエトの勢力圏の崩壊以前のワルシャワ条約機構に加盟していた国々の主権程度にしかウクライナの主権を認めないものだと述べた。

### NATOの東方拡大
1949年に設立されたアメリカ・フランス・イギリス・オランダなどのNATOに対し、1989年の東欧革命およびソ連崩壊後、社会主義陣営だった東側諸国(東欧諸国)が加盟していった。
- チェコ - 1989年のビロード革命でチェコスロバキア共産党による一党独裁政権を打倒。1999年にNATO加盟[64]。
- ハンガリー - 1989年のハンガリー民主化運動で民主集中制を放棄し、多党制になり、1999年にNATO加盟[64]。
- ポーランド - ポーランド民主化運動によってポーランド統一労働者党による一党独裁体制を打倒。1999年にNATO加盟[64]。
- エストニア - 1988年に国家主権を宣言し、ソ連からの独立を果たした。2004年にNATO加盟[64]。
- スロバキア - ビロード革命後の1993年にチェコとの連邦を解消。2004年にNATO加盟[64]。
- ブルガリア - ジフコフ辞任でブルガリア共産党による一党独裁政治が放棄。2004年にNATO加盟[64]。
- ラトビア - 1991年、ソ連から独立。2004年にNATO加盟[64]。
- リトアニア - 1990年のリトアニア独立革命でソ連から独立。1991年の血の日曜日事件におけるソ連軍による攻撃で14人が死亡[66]。2004年にNATO加盟[64]。
- ルーマニア - 1989年のルーマニア革命でチャウシェスク政権が打倒された。2004年にNATO加盟[64]。
- アルバニア - 1992年以降、民主化が進み、サリ・ベリシャ政権成立。2009年にNATO加盟[64]。
- クロアチア - 1990年に複数政党制による選挙が実施され、1991年にユーゴスラビア社会主義連邦共和国から独立するとクロアチア紛争となった。2009年にNATO加盟[64]。
- モンテネグロ - ユーゴスラビア社会主義連邦共和国崩壊後、ユーゴスラビア連邦共和国成立、2003年にセルビア・モンテネグロに改組し、2006年に独立。2017年にNATO加盟[64]。
- 北マケドニア - 2020年加盟し、全30ヶ国となった[64]。

さらにNATOは2008年、ジョージア・ウクライナを加盟希望国として認めた。このような旧東側諸国のNATO加盟、いわゆる「NATO加盟国の東方拡大」に対してロシアは反発を続けてきた。

### カラー革命と民主化運動の脅威
1991年にソ連から独立したジョージア (グルジア)は2003年のバラ革命後は親米欧路線を採り、EUとNATOへの加盟を目標としてきた。南オセチアとアブハジアはジョージアからの分離独立を求めていたが、2008年の南オセチア紛争でジョージア軍と南オセチア軍が衝突すると、ロシアが軍事介入し、同時に南オセチア人民共和国及びアブハジア人民共和国の独立を承認した。
ウクライナでは2004年に親米欧派によるオレンジ革命が起きた。バラ革命やオレンジ革命などの民主化運動はカラー革命と呼ばれた。プーチンはカラー革命をロシアの復活を望まない欧米諸国の陰謀であると発言した。
またロシア国内でも、2011年から2012年にかけて、反プーチン運動が拡大した。
2017年に政治運動家のアレクセイ・ナワリヌイが首相であるメドヴェージェフの蓄財を告発すると、7000人〜8000人が参加した抗議デモが発生したが、ナワリヌイらデモ参加者1000人が逮捕された。2020年にナワリヌイは命の危機に瀕したが一命をとりとめたが、2021年に収監された。収監直後、ナワリヌイグループは黒海リゾート地にある1400億円相当の豪邸を「プーチン宮殿」だとして暴露した。2021年1月23日のナワリヌイ釈放デモでは3000人以上が拘束され、プーチンは抗議デモは違法であり、抗議を通して「政治における自分たちの野心的な目標や目的」を推進しようとすべきではないとロシア国民に警告した。
2020年にはベラルーシでも大規模な抗議デモが発生し、女性が花をもって抗議した。プーチン政権にとってこうしたカラー革命などの民主化運動は、自身の権力基盤を崩壊させることにつながる危険を持つものとして政治的脅威とみなされている。

### 尊厳革命（マイダン革命）からクリミア危機・ウクライナ東部紛争へ (2014-)
2013年からユーロマイダン運動の数週間にわたる抗議行動に続き、2014年にはマイダン革命 (尊厳革命・ウクライナ騒乱)が起きた。2014年2月21日、親露派大統領のヴィクトル・ヤヌコーヴィチと野党指導者たちは、早期選挙を求める和解合意に署名した。翌日、ヤヌコーヴィチは弾劾投票に先立って首都キーウからロシアへ逃亡した。ウクライナのロシア語を話す東部地域の指導者たちは、ヤヌコーヴィチへの忠誠を継続すると宣言し、ウクライナでの親露派騒乱を引き起こした。騒乱に続いて、2014年4月にドンバス戦争が始まり、ドネツク人民共和国とルガンスク人民共和国の建国が一方的に宣言され、両国をロシアが支援し、2014年3月18日にロシアがクリミアを併合した。

#### ミンスク合意
2014年9月5日、ロシア・ウクライナ・ドネツク人民共和国・ルガンスク人民共和国がミンスク議定書に調印したが休戦に失敗した。
2015年2月11日にはミンスク2（ミンスク合意）が調印された。しかし、親露派武装勢力が占領するウクライナ東部のドネツク州とルハンスク州に幅広い自治権を認める「特別な地位」を与えるとの内容も含まれたこの合意は、ウクライナ国内で不満も出ていたことから、2019年に大統領になり、当初融和派だったウォロディミル・ゼレンスキーは履行しなかった。。一方、合意には「外国の武装組織の撤退」や「違法な組織の武装解除」も定められていた。
2021年10月26日、ウクライナ軍は親露派との紛争地域で親露派武装勢力にドローン爆撃を実施した。ドローンによる攻撃は、ミンスク2から強化された2020年7月の協定で禁止された違反行為であったため、ロシアからの批判だけでなく、EU諸国からも異を唱えられた。その禁止行為はロシア軍が行動に移すための口実となった。
緊張は高まり続け、2022年2月21日にロシア大統領のプーチンが「協定もはや存在しない」として、破棄を宣言した。

### 略年表
- 2013年 - ユーロマイダン運動
- 2014年
  - 2月、ウクライナ騒乱で親露派大統領のヴィクトル・ヤヌコーヴィチの失脚。ロシアの反発。
    - 2月20日、ウクライナでの親露派騒乱（- 5月2日）
    - 2月23日、ウクライナ紛争（- 現在）
    - クリミア危機
    - 3月18日、ロシアによるクリミアの併合
    - 4月6日、ドンバス戦争（- 現在）
    - 9月5日、ミンスク議定書 - ロシア・ウクライナ・ドネツク人民共和国・ルガンスク人民共和国が調印したが休戦に失敗した。
- 2015年
  - 2月11日、ミンスク2（ミンスク合意）調印[92]。
- 2021年
  - 11月、ロシア・ウクライナ危機（- 現在）

## 経緯

### 2021年3月・4月のロシア-ウクライナ間の動き
2021年3月24日、ウクライナ大統領のゼレンスキーがクリミア奪還のために外交的・軍事的・経済的・情報的・人道的な措置を準備するという旨の政令を発する。
ゼレンスキー大統領は2021年4月にトルコから購入した軍事用ドローンをドンバス地方での偵察飛行に利用している。2021年7月6日、黒海とバルト海の間でNATOとの合同軍事演習が数回行われる。

### 2021年7月のプーチンの統一論文
2021年7月12日、ロシア大統領のウラジーミル・プーチンは、『ロシア人とウクライナ人の歴史的一体性について』という題名の論文を発表し、ロシア人とウクライナ人は「一つの人民（民族）」であるという彼の見解を示した。
ロシアは、ウクライナのNATO加盟の可能性とNATO拡大は一般的に国家安全保障上の脅威であると述べた。次に、ロシアとウクライナに隣接する他の欧州諸国は、プーチンがソビエト連邦を回復しようとし、積極的な軍国主義政策を追求したとして非難した。

### 2021年9月以降
- 9月10日より開催されたベラルーシとの恒例合同軍事演習「ザーパド2021[104]」を理由として、ロシア軍はベラルーシ国内ウクライナ国境付近の兵員の配備・増強を開始した[105]。
- 10月3日 - ICIJ(国際調査報道ジャーナリスト)がパンドラ文書を公開、汚職撲滅を掲げて大統領選挙を制したゼレンスキー自身の租税回避が明らかになる[106]。
- 10月26日 - ウクライナは、ドローンによってドネツク州の都市近郊で分離独立派武装組織（親露派武装勢力）の榴（りゅう）弾砲を爆破した[91]。
- 11月12日 - ロシア大統領報道官のドミトリー・ペスコフは「ロシアは誰も脅迫しない」と述べた[107][108]。
- 12月3日 - ワシントン・ポスト紙は、アメリカ情報機関の報告書の内容として「ロシアが2022年早々にも最大17万5000人を動員したウクライナ侵攻を計画している」と報じた[109][110][111]。この兵員増強のための戦術的行動は民間衛星によっても確認されており、補給物資が集積されるなど極めて大規模な展開となることが予測されている中、ロシア側は「あくまで演習にすぎない」と述べていた[112]。
- 12月4日 - アメリカ陸軍参謀総長のジェイムス・C・マコンビル（英語版）が「ウクライナ国境に9万5千人から10万人の兵力が配置されている」との発表を行った[111]。
- 12月12日 - ロシア大統領報道官のドミトリー・ペスコフは「ウクライナ危機」を称する報道は、ロシアを悪魔化し、潜在的な侵略者とみなしていると非難した[108][107][113]。
- 12月17日 - ロシアはウクライナがNATOに加盟しない事や、東方への部隊配備が進んでいるNATOに対し1997年時点の水準にまで後退・縮小させる事などを要求する条約草案を発表した[114][115][116][117]。
- 12月21日 - プーチンが再度欧米諸国を非難し、「攻撃的な態度」を取り続けるのであれば「軍事的措置」を取ることもあると述べた[118]。

### 2022年1月
- 1月12日 - NATOとロシアはブリュッセルのNATOロシア理事会（英語版）[119]で会談したがロシア側の要求は受け入れられなかった[120][121]。
- 1月17日 - ベラルーシ大統領のアレクサンドル・ルカシェンコは同国西部および南部で2月10日〜20日にかけてロシアとの合同軍事演習「同盟の決意2022」を行うと発表。翌18日にはベラルーシ国防省が、合同軍事演習の前段として実施される部隊の点検などに臨むためロシア軍部隊が入国を開始した事を公知し、演習は「国境付近を含む欧州での緊張継続を背景に行われる」と説明した[122]。
- 1月18日 - ウクライナ政府、ロシア軍によるドンバス地域に対する大規模攻撃への準備を発令、22日に承認される[123]。
- 1月19日
  - ロシア外務次官のセルゲイ・リャブコフは、「ロシアはウクライナに対して攻撃的行動を意図しておらず、いかなる攻撃的行動も起こさない。ウクライナが何といおうと、攻撃や侵攻や侵略を行うことはない」と述べた[108]。
  - アメリカ議会上院にウクライナに対する無制限のレンドリース法(武器貸与法)案が提出された[124]。
- 1月22日 - イギリス政府が情報機関から、ロシアがウクライナにゼレンスキー政権下の現ウクライナ政府を転覆させ、親露派政権下の新政府を樹立する計画を持っているという報告を受けたと発表すると、ロシアは「イギリスはナンセンスを広め、挑発するのを止めよ」と非難した[108]。
- 1月26日
  - アメリカ国務長官のアントニー・ブリンケンはロシア側にこの問題に関して書かれた文書を送ったことを発表した[125][126][127]。対してロシア側は、NATOが拡大しないことや1997年当時のNATO-ロシア間の合意時の軍事インフラの状態に戻すことなどのロシア側の要求を満たしていないという反応を示した[128]。
  - フランス・ドイツ・ロシア・ウクライナのノルマンディー・フォーマット（英語版）参加国外相はフランスの首都パリで会談[129]。
- 1月31日
  - 国連安全保障理事会はウクライナ情勢に関して会議を開いた[130][131][132]。
  - 「全ロシア将校の会」会長で退役大将のレオニード・イワショフは、NATOは脅威となる活動を展開してはいない、ロシアの死活的国益を損なうものではない、とした上で、ウクライナ危機はロシア国内のエリートのために人為的につくりだされた打算的な性格のものであり、対ウクライナ戦争が起きれば、ロシアとウクライナは永遠に絶対的な敵となるし、ロシアは平和を脅かす国家とされ、国際社会の除け者になるだろうと警告し、プーチンの大統領辞任を求めた[133]。

### 2022年2月1日 - 23日
- 2月4日
  - プーチンは北京冬季五輪の開会式などに出席するため、北京を訪問。中国最高指導者の習近平と会談し、NATOのさらなる拡大に反対するとした共同声明を発表した。また、プーチンは、ロシア極東から中国向けに100億㎥⁄年の天然ガスを追加供給することで新たに合意したと明らかにした[134]。
  - ホワイトハウス報道官のジェン・サキは、中露共同声明を受け、「中国も世界中にある自身の利益が打撃を受けることについて理解しているはずだ」と述べて牽制した[134]。

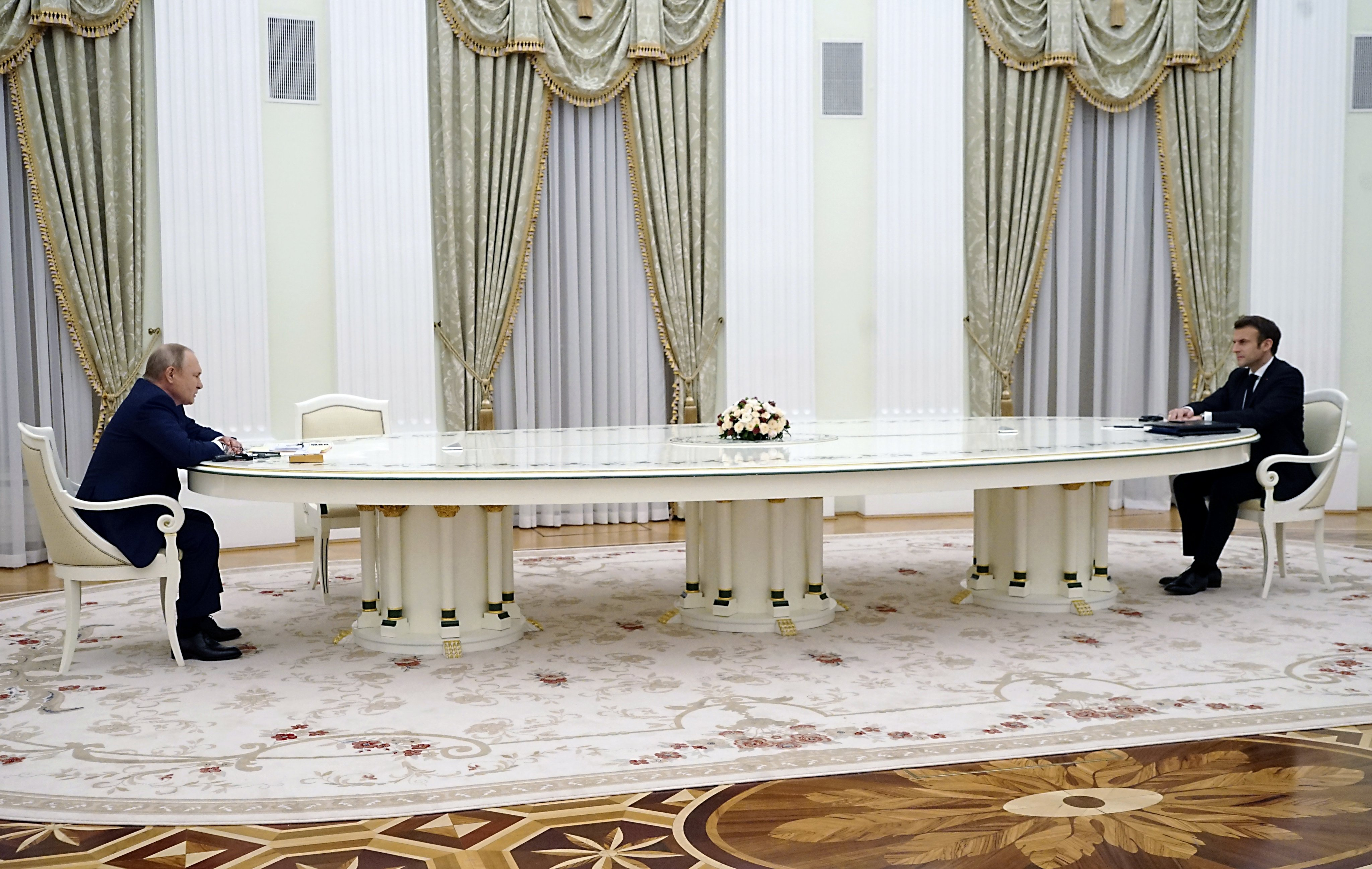
クレムリンで会談するフランス大統領のマクロンとプーチン（2月7日）

- 2月7日 - フランス大統領のエマニュエル・マクロンが、クレムリンでこの問題などを巡りプーチンと会談した[135][136]。緊迫するウクライナ情勢について平和的解決を目指すことで一致したが、具体的な行程は不透明なままとなった。プーチンはウクライナが「平和的に国の領土保全を回復するすべての可能性を無視し続けている」と語り、合意を履行していないとして批判した。マクロンは「合意の完全な履行を視野に、努力を続ける」などと表明した[137]。
- 2月8日 - マクロンは、ウクライナの首都キーウで大統領のウォロディミル・ゼレンスキーと会談した。マクロンは、「ミンスク合意」の履行が「平和と政治的解決につながる唯一の道だ」と強調した[138]。
- 2月10日
  - フランス・ドイツ・ロシア・ウクライナのノルマンディー・フォーマット（英語版）参加国外相はドイツの首都ベルリンでミンスク合意などをめぐり高官協議を開くも、ロシア側は合意の完全履行を、ウクライナ側は合意項目の修正などを求め、合意に至らなかった[139][140]。
  - 事前の通達通りロシア・ベラルーシによる合同演習「同盟の決意2022」が開始される。
- 2月11日
  - ウクライナ政府はウィーン文書（英語版）に基づき、国境付近での軍事的動向を48時間以内に説明するようロシア政府に要求した[141][142]。これが無視されたため、ウクライナはOSCE（欧州安全保障協力機構）の加盟諸国とロシアとの会談を要求した[143][144][145]。
  - アメリカ大統領補佐官のジェイク・サリバンはホワイトハウスで行った記者会見で、ロシアはウクライナ侵攻に十分な兵力を集結させたとし、侵攻はいつ開始されてもおかしくはないとの見方を示した。出国が困難になる恐れがあるとして、ウクライナ国内にいるアメリカ国民に対し24～48時間以内に退避するよう呼び掛けた[146]。
- 2月12日 - バイデンがプーチンと会談すると、ロシア外交顧問のユーリ・ウシャコフはウクライナ侵略というロシア脅威論はヒステリーだと述べた[108][107]。
- 2月13日 - この日までに十数ヶ国の政府がウクライナからの退避を自国民に勧告し、ウクライナ軍の訓練に参加していた150人のアメリカ軍兵も退去を行った。また、ロシアも在宇大使館や領事業務の縮小を行った[147]。
- 2月14日 - ロシア海軍が黒海で軍事演習を行った[148]。
- 2月15日
  - ドイツ首相のオラフ・ショルツは、クレムリンでプーチンと会談した[149][150]。また同日には、ロシアが部隊の一部が演習を終え、国境地帯から一部撤収を開始したと発表した[151][152]。しかしアメリカ政府は撤退は虚偽であるとみており、逆に部隊の増強が行われているとしている[153]。同日、ロシアの下院では同年1月からロシア共産党が提出していたドネツク人民共和国とルハーンシク人民共和国の独立承認をプーチンに要求する決議が可決された[154]。
  - BBCが、ロシアがウクライナ国境付近に約13万人規模の軍部隊を配置していると報じた。ロシアとウクライナの国境地帯には、通常は3万5千人程度の兵士が配備されている[155]。
- 2月16日 - 緊迫した状況が報道されると、外相のセルゲイ・ラブロフは「ヨーロッパでの戦争が今度の水曜日に起こるなんてことはない」と噂を嘲笑した[108]。
- 2月17日
  - 「ルハーンシク人民共和国」が、ウクライナ側から砲撃を受けたと発表した[156]。一方でウクライナは攻撃を受けたが反撃はしていないと発表している[157]。OSCE特別監視団の主席監視官は、一夜のうちに500回程度の爆発があったと報告しているが、緊張は緩和していると報告している[158]。
  - 国連安保理では、議長国のロシアによって設定された、ミンスク合意についての会合が開かれた[159][160][161][162]。この会合でアメリカ国務長官のアントニー・ブリンケンはロシアが数日中にウクライナを攻撃できる準備を整えているとして、ロシアがウクライナ侵攻のための口実を捏造することを計画していると述べた[158]。ロシア外務次官のヴェルシニンは「ロシアがウクライナを攻撃するという根拠のない非難」を提示する「サーカス」にしようとしているとアメリカを非難している[158]。同17日、ロシア外務省はアメリカに1月下旬の文書に対する回答を送った[163][164]。
- 2月18日
  - アメリカ大統領のジョー・バイデンは、プーチンがウクライナ侵攻を決断したと確信していると述べた[165]。
  - OSCEは、境界線のウクライナ側とルハーンシク・ドネツク側の両方で計1,566件の停戦合意違反行為を確認した[166]。
- 2月19日 - 「ルハーンシク人民共和国」と「ドネツク人民共和国」の両指導者が「総動員令」を布告した[167]。また18歳から55歳までの男性が実効支配地域から出ることも禁じている[168]。
- 2月20日
  - この日は「同盟の決意2022」が終了予定であったが、ベラルーシ国防相のフレニンはドンバスの情勢緊迫などに関連して周辺国が軍備を強化しているとして、大統領であるプーチン・ルカシェンコ両氏が「部隊の戦闘能力の点検」継続を決めたと発表。さらに発表の中で、米欧によるウクライナへの武器・兵器供与を念頭に「周辺で最新兵器が蓄えられている」と指摘。最近のNATO側の軍事活動の活発化が「ロシアとベラルーシを狙っていることは明らかだ」とし、演習の延長継続を正当化した[169]。
  - 駐米ロシア大使のアナトリ―・アントノフは、ロシア軍は「誰も脅迫しない。侵略はありえない。そのような計画はない」と述べた[107]。

- 2月21日
  - フランス大統領府は、同国大統領のマクロンが提案した米露首脳会談に、米露両国が「原則として」合意したと発表した。ただしアメリカ政府は、ロシアの侵攻がないことが条件だとしている[170]。一方でアメリカ政府は、ロシア軍に侵攻の命令が出されたとの情報を発表していた[171]。
  - プーチンはウクライナ東部に位置するドネツクとルハーンシク両州の一部地域について、「国家承認」を行う方針を固めたことをフランスとドイツの両国首脳に通告し[172]、その後、ロシアの安全保障会議でドネツクとルハーンシクの両州の一部地域についての「独立」を承認した[173][174][175][176]。これについて、プーチンは国民向けのテレビ演説の中で「ウクライナの東部2州のうち、親ロシア派が事実上、支配している地域をめぐり、ウクライナ政府側が停戦合意を守らずに攻撃を続けている」とウクライナを非難し、「独立と主権を速やかに承認することを決断する必要がある」と理由を説明した[177]。この緊急に行われたロシアの安全保障会議は、事前に収録され、その後のプーチンの声明に関しては、およそ45分間にわたって行われ、いずれも、ロシアの国営テレビで放送された[178]。これにより、2015年に締結されたミンスク合意は、その合意の前提が崩れた[179][180]。また、ロイター通信が入手したプーチンによる署名入りの合意文書のコピーによれば、「ロシアはウクライナの2つの親ロシア派地域に軍事基地を建設する権利を獲得した」と記されており、親露派の指導者らと新たに合意を結んだことがうかがえる[181]。これに関しては、10年間を有効期限とした「ロシアによる親露派地域での軍事基地設置や相互防衛義務」が記されている[180]。さらに、ロシア議会下院が2月22日に審議を行う法案では、ロシアと親露派地域の間で、「軍事協力と国境保護に関する別の合意」に関して署名することになっている[181]。
  - 「ドネツク人民共和国」と「ルハーンシク人民共和国」の指導者は、プーチンに対して、独立の承認を要求すると共に、「軍事支援を念頭にした友好協力条約の検討」についても要請を行った[182]。これに関しては、ロシア外務省が、ウクライナ東部にある親露派のドネツクとルハーンシクの「厳密な境界」の問題を議論を行う以前に、ドネツクとルハーンシクとの友好条約の批准が必要だと指摘しており、ロシア議会では、ドネツクとルハーンシクとの友好条約について、2月22日に審議を行うことになっている[183]。これを受け、あるアメリカ政府高官は、米露首脳会談の開催の「原則条件」に反する可能性があるという見方を示し、プーチンの演説についても、戦争を正当化する内容だとした上で、アメリカは「最後まで外交の道を探る方針」という風に述べている[184]。
  - ロシア外務省報道官のザハロワは、インターネットで配信された番組の中で、2月24日に設定されている米露外相会談について、「対話の用意はある」と述べた[185]。
  - プーチンは「ドネツク人民共和国」と「ルハーンシク人民共和国」の独立を承認する大統領令[186]、及び、「平和維持」を目的にしてウクライナ東部の一部地域（親露派支配地域）へのロシア軍派遣を命じる命令書に署名した[175][182][187][188][189]。これに関連して、ウクライナ東部にあるドネツク州の首都のドネツクのその中心部において、軍用の戦車が隊列走行を行っている[180][190][191]。
  - ロシアによるウクライナ東部の独立承認を受けて、アメリカ・フランス・イギリスの3ヶ国は国連安保理の即時会合を要請し、ロシア側もアメリカ東部時間21日21時に行うことを決めた[192][193][194]。これについては、ウクライナ側がこの国連安保理の会合を行うよう要請を行い、アメリカ・フランス・イギリスの3ヶ国を含む、8ヶ国が支持をしたという[195]。会合では、アメリカ国連大使のリンダ・トマス＝グリーンフィールドが、「平和維持軍だと主張しているが、全くのでたらめだ」と述べ、「アメリカはロシアに責任を取らせるため、さらなる措置をとる」と述べた上で「ウクライナに対する攻撃は、全ての国連加盟国の主権と国連憲章に対する攻撃だ。迅速かつ厳しい行動を取る」とも述べた[196]。
  - ロシア国連大使のネベンジャは「ウクライナ東部はロシアにとって容認できない新たな「ウクライナの軍事的冒険」の瀬戸際にあった」と主張した上で、ロシアはウクライナ東部において、「「新たな大量殺戮」が起きるのを許さない」と述べた上で「西側諸国は「熟考」すべき」とも述べた[197]。国連事務総長のアントニオ・グテーレスは、「ウクライナの主権と領土の保全を侵害している」と批判した[198]。
- 2月22日
  - ウクライナ大統領のゼレンスキーは、ロシアによる親露派地域の独立承認を受け、ロシアとの国交断絶を検討していると述べた[199][200]。
  - ロシア議会上院はロシア軍の国外への派遣について全会一致をもって承認した[201]。
  - アメリカ国務長官のアントニー・ブリンケンは記者会見を行い、ロシアの独立承認は「侵攻の始まり」と非難し、2月24日に予定していた米露外相会談を取り止めると発表した[202][203]。
  - アメリカ・ホワイトハウス報道官のジェン・サキは「バイデン米大統領とロシアのプーチン大統領との会談は現時点では「当然」選択肢ではない」と述べた[204]。
- 2月23日
  - ウクライナは、既に発令されている東部の親露派地域を除く全土に非常事態宣言を発令する方針を決定し、ウクライナ軍は予備役の招集を開始した。
  - ウクライナ外務省はロシアに滞在するウクライナ人に対し退避を促した[205]。在宇ロシア大使館は国旗を降ろした[206]。
  - ロシア大統領報道官のペスコフは、ウクライナ東部に存在する親露派武装勢力が「ウクライナ軍の攻撃を撃退するため」の支援に関して、プーチンに対して要請したことを明らかにした[207]。

### 2022年2月24日
- プーチンは、ウクライナの東部において、「特別軍事作戦」を実施することを決定し[208][209]、国民に向けたテレビ演説、「特別軍事作戦の実施について」で明らかにした[210]。そして、ロシア軍はウクライナの軍事施設に対して、ミサイルによる攻撃を始めた[211]。この影響で、北東部の中心都市であるハリコフの軍事施設に加え、キーウの軍指令施設が巡航ミサイルでの攻撃を受けた[212][213][214][215]。ロシア国防省は「ロシア軍は、ウクライナの軍の施設や飛行場を高性能の兵器によって無力化している」と述べた上で[216]、「ウクライナの軍事施設や防空、空軍を高精度兵器で標的にしている」ことを明らかにしている[215]。その一方で、「ロシア軍はウクライナの都市に対してミサイル攻撃や空爆をしていない」とも説明している[217]。これに伴い、ウクライナの複数都市において、激しい爆発音が確認され、東部のクラマトルスクや南部オデッサなどで、爆発音が確認された[212]。また、現地時間の午前5時過ぎから首都のキーウでも爆発音が確認され、その爆発音が30分以上にわたって続いていることが確認されている[212][214]。ロシア軍は、ウクライナ東部において攻撃を始めた[213]。また、ロシア軍はウクライナの南部にあるオデッサと東部にあるマリウポリに対して、侵攻している[213]。ゼレンスキーは、「ロシアがウクライナのインフラや国境警備拠点にミサイル攻撃を行い、多くの都市で爆発音が聞こえた」という風に述べた[218]。
- ロシアによる侵攻を受け、ウクライナでは、24日午前0時に発出された非常事態宣言より厳しい戒厳令が全土に敷かれた[219]。
- ベラルーシからウクライナへと軍事車両が侵入し、ロシア・ベラルーシと接するウクライナの国境検問所などが攻撃を受けている[220]。さらに、南部のクリミア半島との境界においても戦闘が勃発している[220]。また、ウクライナ軍は南部のオデッサにロシア軍が上陸したという報道については誤報だと述べている[220][221]。ウクライナの国防相は、「ウクライナ東部の部隊や軍司令部、飛行場がロシアからの激しい砲撃を受けている」ことを明らかにしている[221]。また、ウクライナ軍は、「空軍はロシアの空襲撃退に努力している」と述べた[221]。ロシア軍は現地時間の24日の午前5時にロシア側から攻撃を行い、ベラルーシの支援によって、ベラルーシ側からも攻撃を始めた[222]。また、クリミア地域から攻撃も始まっている[222]。この侵攻を受けて同日、ゼレンスキー大統領はロシアとの断交を発表した[223]。
- ゼレンスキー大統領は同月25日に「国民総動員令」に署名し、同時に18歳から60歳の男性国民のウクライナからの出国を原則全面的に禁止した[224]。

## 反応

### ロシア
ロシア政府は一貫して侵攻の計画はなく、軍隊の集結は演習によるものであり、部隊は帰還を始めていると述べてきた。一方で、NATOの東方不拡大などを含むロシア側の要求が満たされない場合は、「軍事的措置」「軍事技術的な措置」を取るとたびたび警告してきた。
ロシア国営メディアは以前からウクライナを親ナチス国家「ネオナチ」であると報道しており、またウクライナ軍によって虐殺が行われているという報道もしばしば行っている。また国営メディアではロシアが西側世論に支持されているという嘘の報道がしばしば行われ、それは西側諸国のニュースサイトにあるユーザーからのコメントを引用することで行われている。2022年1月下旬から2月にかけて、独立系世論調査機関レバダ・センターが行った世論調査によると、プーチン政権の支持率は2021年12月の調査より4ポイント増加して69%となり、50%の回答者が「ロシアの進んでいる方向は正しい」と回答している。
一方で全ロシア将校協会会長で元上級大将のレオニード・イヴァショフは1月31日に、プーチンに辞任を求める書簡を公開した。100人〜数千人の同協会関係者のインテリ層も侵攻に反対しているとされる。
ロシアのプロパガンダに対抗している団体、ミソス・ラブスは2021年11月ごろからインターネット上で、親露プロパガンダを行うアカウントの活動が急激に増加したとしている。

### セルビア
2022年3月4日 セルビア人とロシア人は永遠の同志として、セルビアの首都ベオグラードで、ロシアのウクライナ侵攻への支持を表明するデモが行われた。
2022年3月5日 フランス大統領のマクロンはロシア非難決議に賛成したセルビアを称賛した。

### ウクライナ
ロシア軍はウクライナ軍に比べ強大であるうえ、ロシアは不正規戦争やサイバー攻撃、世論・情報工作を併用するハイブリッド戦争を重視している。ウクライナ政府はロシアに対抗する情報安全保障戦略の策定、本土決戦に備えたレジスタンス活動や民兵による「領土防衛軍」（領土防衛隊）の組織化を進めている。
大統領のウォロディミル・ゼレンスキーは、侵攻の可能性があるとされていた2月16日を「団結の日」と制定してウクライナの団結を示した。

### ベラルーシ
ベラルーシはロシア支持の態度を明確にしており、2021年11月30日に大統領のアレクサンドル・ルカシェンコはクリミアはロシア領であると表明している。また2022年2月18日にはプーチンと首脳会談を行い、連携を確認している。

### カザフスタン
カザフスタンはロシア主導のCSTO（集団安全保障条約機構）の加盟国であるが、2022年5月の対独戦勝記念日では同じく同機構の加盟国であるベラルーシなどと違い、毎年行われていた祝賀行事の開催を取り止めた。カザフスタン政府は予算上の都合と説明しているが、米欧メディアではロシアへの反発と受け止められている。またカザフスタン政府はウクライナに対して、医薬品や食料を輸送し人道支援を実施している。

### ルーマニア
2022年2月8日、ウクライナ情勢緊迫を受けたアメリカ軍増派を歓迎、世論も支持。まず100人以上が到着した。アメリカ国防総省は東欧諸国などに3000人規模の米軍派遣を表明。
2022年2月25日、フランスが、ルーマニアに５００人派兵。
2022年2月26日、ロシアのウクライナ侵攻で東欧諸国に難民受け入れ体制。
2022年3月1日、NATOは、即応部隊をルーマニアに展開させた。
2022年3月4日、ウクライナ避難民、16.76万人がルーマニアに入国。
2022年3月6日、ロシア国防省報道官のコナシェンコフは、「ルーマニアなどにウクライナの軍用機が飛来しているのを知っている。軍用機を駐留させたり、ロシア攻撃のため空域を使用させたりすることは参戦と見なす」と警告した。

### アメリカ
2022年2月22日、前大統領のドナルド・トランプは、ロシアがウクライナ東部に軍を派兵した行動は、「天才」（genius）だと評した。
同26日にアメリカ国務長官のアントニー・ブリンケンは、ウクライナに対し最大3億5000万ドルの軍事支援を実施すると発表した。この発表の中では、ウクライナに殺傷力のある防衛兵器を貸与するとしており、この中に対戦車ミサイルのジャベリンも含まれると明らかにした。

### イギリス
2022年1月18日には、ウクライナに対し対戦車ミサイルの供与を行っていることを発表している。2月17日、イギリス・ポーランド・ウクライナの3ヶ国外相は共同声明を発し、ウクライナの独立と主権・領土の一体性を確認し、戦略的協力関係をさらに強化する枠組みを成立させると発表した。

### ドイツ
ウクライナへの武器供与は基本的に行っていない。ウクライナ政府からは要望があるものの、ドイツ政府は拒否を続けていた。1月21日に海軍総監のカイ＝アヒム・シェーンバッハが講演において、ロシアがウクライナに侵攻することはありえないと述べ、「（プーチンが）本当に求めているのは敬意で、それを与えるのは簡単なことだ」「クリミアはもう二度と戻ってこない」などと発言し、22日に辞職に追い込まれている。1月27日にドイツはヘルメット5,000個の供与を行い、キーウ市長のビタリー・クリチコが「言葉を失った」と批判し、ドイツ国内からも批判が起こった。しかしながら、2月27日にドイツはこれまでの方針を一転し、ドイツ軍が保有する対戦車砲を1000基、及び地対空ミサイルの「スティンガー」500基をウクライナに提供すると発表した。

### フィンランド
2021年12月24日、ロシア外務省報道官のザハロワは、フィンランドとスウェーデンがNATOの軍事演習に参加していることに触れ、両国がNATOに加盟した場合は「軍事的、政治的に深刻な結果をもたらし、ロシア側に適切な対応が求められるだろう」と述べた。これは両国への圧力ととらえられ、両国ではロシアに対する反発を招いた。2022年1月1日、大統領のサウリ・ニーニストは「フィンランドの戦略と選択の自由には、NATOへの加盟申請の可能性が含まれる」と発言している。1月19日、首相のサンナ・マリンは、ロシアがウクライナに侵攻した場合の対露制裁への参加を表明したが、NATO加盟については近い将来には起こらないと述べている。

### バルト諸国
リトアニア・ラトビア・エストニアは、ウクライナへの軍事支援を実施することで合意しており、アメリカ製の対戦車ミサイルや地対空ミサイルの供与を行っている。

### 中国
中国外交部は2022年2月18日に「一部西側諸国の継続的なデマ発信」が行われているとし、アメリカが軍事的脅威を演出し、緊張を作出していると発表している。

### 日本
2022年1月24日、ロシアとウクライナの間で軍事的緊張が高まるウクライナ情勢を受け、外務省は、海外安全ホームページのウクライナの「危険情報」を渡航中止を勧告するレベル3に引き上げた。さらに、2月11日、ウクライナの危険情報を、退避を勧告する最も高いレベル4に引き上げた。
2月8日と9日に、国会の衆参両院はそれぞれウクライナ情勢を深く憂慮するという決議をれいわ新選組を除く全会一致のもと行なったが、「ロシア」の国名については言及されない決議となった。
また2月13日にはアメリカや韓国と3ヶ国外相会談を行い、ウクライナ国境でのロシアの軍事活動拡大を阻止するための協力を行うことを表明している。
2月20日には、元防衛大臣の小野寺五典がテレビで「このままではロシアに口先だけだと思われる」とアメリカのウクライナに軍を派遣しない方針に懸念を表し、「もうすでにハイブリッド戦は始まっている」との見方を示した。さらに、「日本もウクライナと同じことになる可能性がある」として、自国のことは自国で守るというスタンスが大切だとした。
2月22日、外務大臣の林はG7の声明でロシアのドネツク人民共和国とルハーンシク人民共和国の独立承認を強く非難した。
さらに23日、内閣総理大臣の岸田文雄は「いわゆる2つの共和国の関係者の査証発給停止と資産凍結」「いわゆる2つの共和国との輸出入の禁止」「ロシア政府による新たなソブリン債の日本での発行・流通の禁止」の3つの対露制裁を発表した。
4月1日、政府は会議を開き、ウクライナからの避難民の受け入れを進めるための新たな支援策を決定した。4月5日には、ウクライナからの避難民20人を乗せた政府専用機が日本に到着した（「日本におけるウクライナ難民受け入れ」を参照）。

### 台湾
2022年2月25日、台湾では在台ウクライナ人によって、駐台ロシア代表機関前で抗議が行われた。「今日のウクライナ、明日の台湾」という言葉もネット上で広がりを見せた。これは、ひまわり学生運動で使われたスローガン、「今日の香港、明日の台湾」が語源となっている。

### その他
以下の近隣諸国は旧ソ連製の兵器をウクライナに数多く提供した。
- ポーランドは戦車「T-72」を200両以上
  - ⇒その穴埋めとしてアメリカは戦車「M1エイブラムス」、イギリスは戦車「チャレンジャー2」をポーランドに売却供与[285]
- スロベニアは戦車「M-84」を数十両
  - ⇒その穴埋めとしてドイツは歩兵戦闘車「マルダー」をスロベニアに売却供与
- スロバキアは地対空ミサイル「S300」
  - ⇒その穴埋めとしてアメリカは地対空ミサイル「パトリオット」をスロバキアに売却供与

ロシアは世界有数の天然ガス資源国であり、ヨーロッパの天然ガス需要の4割を占めている。侵攻が現実化した場合には、ロシアからのガス輸入が停止する事態が想定されている。ドイツとロシアの間に開通したガスのパイプライン「ノルド・ストリーム2」について、アメリカ大統領のバイデンは侵攻が開始された場合には停止させると声明し、ドイツもノルド・ストリーム2を制裁対象に指定するとしている。また、日本は輸入したLNGをヨーロッパに融通する異例の政策を取ると発表した。
2月22日、ドネツク・ルハーンシク両人民共和国をロシアが国家承認したことに対して、アブハジア共和国・アルツァフ共和国・南オセチア共和国の3ヶ国は相次いで歓迎する声明を発表した。いずれの国々も国際的に独立は認められておらず、ロシアが軍事支援をしているという共通点を持つ。
2月25日、ミクロネシア連邦はロシア軍によるウクライナ侵攻に抗議するため、ロシアとの断交を決定した。

## 分析

### 戦術
ロシアはアメリカに行動をさせるための強要(compellence)戦術をとっていると指摘される。
また、ロシアにはマスキロフカという軍事欺瞞の伝統があり、プーチンも意図的に相手の印象を操作する訓練を受けて実践している。

### ジョージア・南オセチア紛争（2008年）との共通性
2022年2月21日にプーチンが署名した「ルハーンシク人民共和国」と「ドネツク人民共和国」の独立国家承認文書は、2008年のジョージアにおける南オセチア紛争での南オセチアとアブハジアの独立承認文書と言葉遣いもほぼ同じであったと指摘されている。ジョージアは、ソ連から1991年に独立、2003年のバラ革命後は親米欧路線を採り、EUとNATOへの加盟を目標としてきた。南オセチアとアブハジアはジョージアからの分離独立を求めていたが、2008年の南オセチア紛争でジョージア軍と南オセチア軍が衝突すると、ロシアが軍事介入し、南オセチア及びアブハジアの独立を一方的に承認した。

### プーチン政権の国家観・歴史観
常盤伸はプーチンについて、エカテリーナ女帝がウクライナを「小ロシア」として併合し同化させたロシア帝国のような「帝国復活」の願望を持っていると指摘した。2012年の民主化運動の大弾圧以降、プーチン政権内では、対米欧協調派が衰退し、旧KGB出身で安全保障会議書記のニコライ・パトルシェフら強硬派のチェキストが主導権を握り、米欧の自由主義的価値観がロシアの精神的基盤を破壊するという危機感を持ち、2021年に改訂された戦略文書「安全保障戦略」にも明記された。
2021年7月のプーチンの論文では「ウクライナとロシアは一つの民族」「ウクライナの真の主権はロシアとのパートナーシップによってのみ可能だ」と結論づけ、ウクライナの主権を否定した。アメリカの歴史家であるティモシー・スナイダーは、プーチンの論文の思想を帝国主義と表現し、イギリスのジャーナリスト、エドワード・ルーカスはそれを修正主義者と表現した。他のオブザーバーは、ロシアの指導部が現代ウクライナとその歴史について歪んだ見方をしていると指摘している。
ウクライナ侵攻直前の2月22日の演説で「ウクライナは真の国家として安定した伝統がない」とウクライナの国家としての正統性を否定した。
プーチンの側近には、安保会議書記のパトルシェフ、SVR長官のナルイシキン、FSB長官のボルトニコフ、国防相のショイグの4人がおり、ショイグを除く３人はKGBでプーチンの同僚だった。これらはシロビキのサンクトペテルブルク派ともいわれ、特にパトルシェフはプーチンが最も信頼する側近とされ、その権力は絶大だと政治学者のワレリー・ソロベイは指摘する。パトルシェフは2021年末にウクライナ指導部は「ヒトラー並みの悪人」「人間以下」だと語っており、これはウクライナ侵攻後のプーチンの非ナチ化発言と関連しているとみられている。ウクライナ国内には、ナチス・ドイツに加担したウクライナ民族主義者のステパーン・バンデーラを英雄視する風潮や、極右政党「スヴォボーダ」などネオナチ勢力の存在がある。その一方でウクライナ東部の紛争に影響を受け、2015年5月にポロシェンコ政権下で「脱共産主義法」（ウクライナ語: «Про засудження комуністичного та націонал-соціалістичного режимів»）が発効し、ナチスおよび共産主義のプロパガンダが禁止されている。
筑波大学教授の中村逸郎は、プーチンは自らによる政治を正当化するため、国家・国益・国家主権を重視して、「ロシアの神話」シリーズの著者かつ大統領補佐官であるウラジーミル・メジンスキーの思想を必要としていたと指摘する。
ロシア政治評論家のアンドレイ・コレスニコフは、ウクライナ侵略はロシアの帝国主義の結果であり、プーチン政権の目標はロシア帝国の復活にあると指摘した。
プーチン大統領の関連人物
- ニコライ・パトルシェフ（安保会議書記）
- セルゲイ・ナルイシキン（SVR長官）
- アレクサンドル・ボルトニコフ（FSB長官）
- 大統領補佐官のウラジスラフ・スルコフ（2013〜2020）- メディア戦略を担当。ロシアの伝統的な民主政治を「主権民主主義」として主張。
- 大統領補佐官のウラジーミル・メジンスキー（2020〜）- ロシアについての神話、歴史、軍事の著作多数
- ミハイル・ミシュスティン（首相）
- セルゲイ・ショイグ（国防相）
- セルゲイ・ラブロフ（外相）
- ワレリー・ゲラシモフ（参謀総長）

### プーチンの心理的要因
プーチンはカラー革命などの旧ソ連地域への民主化運動の浸透を政治的脅威とみなしており、ロシアで民主主義にもとづく政治運動が起こり、自らの政治体制が崩壊することを一番恐れているのではないか、ロシア周辺にはベラルーシのルカシェンコ政権のような傀儡政権を構築していくことで自分の政治生命を守っていきたいのではないか、と早稲田大学（国際公共政策）の中林美恵子は指摘する。
ジャーナリストの木村太郎や政治学者で拓殖大学の名越健郎らは、プーチンはKGB活動員だった時代に、1989年のベルリンの壁崩壊と1991年のソ連崩壊を体験しており、民衆による平和革命によって体制が倒されることがトラウマになっており、自分の尊厳が損なわれた経験によるPTSDなのではないか、プーチンにとってウクライナでの民主化運動は、東ドイツでKGBを襲った群衆に見えているのではないか、そしてその裏にはアメリカの陰謀があるとみていると語った。
また、コロナ禍の隔離生活や独裁体制によってプーチンが心理的に孤立感を深めたとの指摘もある。フランス大統領のマクロンは2月7日の会談後、「プーチンは3年前とは別人だ。頑固で、孤立している」と語った。元アメリカ国家安全保障会議欧州ロシア部長のフィオナ・ヒルや、元駐露アメリカ大使のマイケル・マクフォールらは、20年に及ぶ権力集中やコロナ禍の隔離生活によって、プーチンの精神状態は不安定になっており、側近としか話をしなくなったと指摘される。